# Hauptstraße

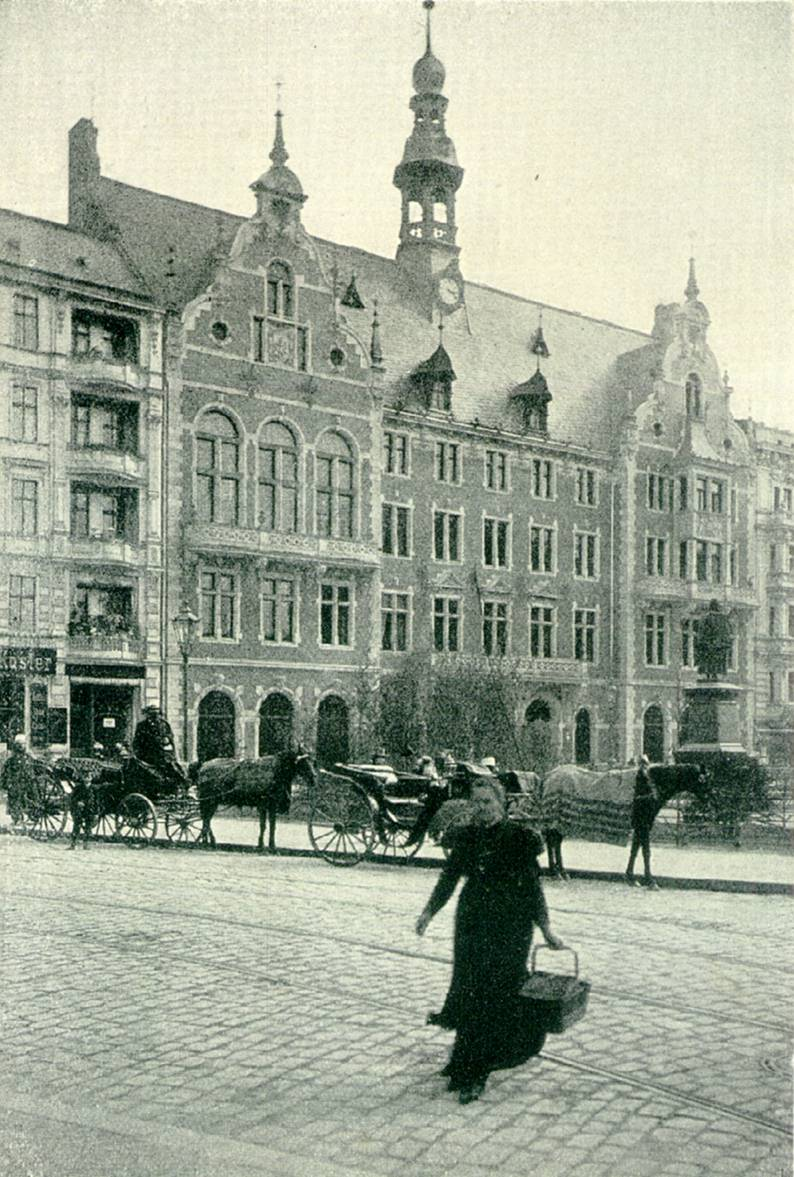
Het voormalige stadhuis van Schöneberg aan de Kaiser-Wilhelm-Platz rond 1895

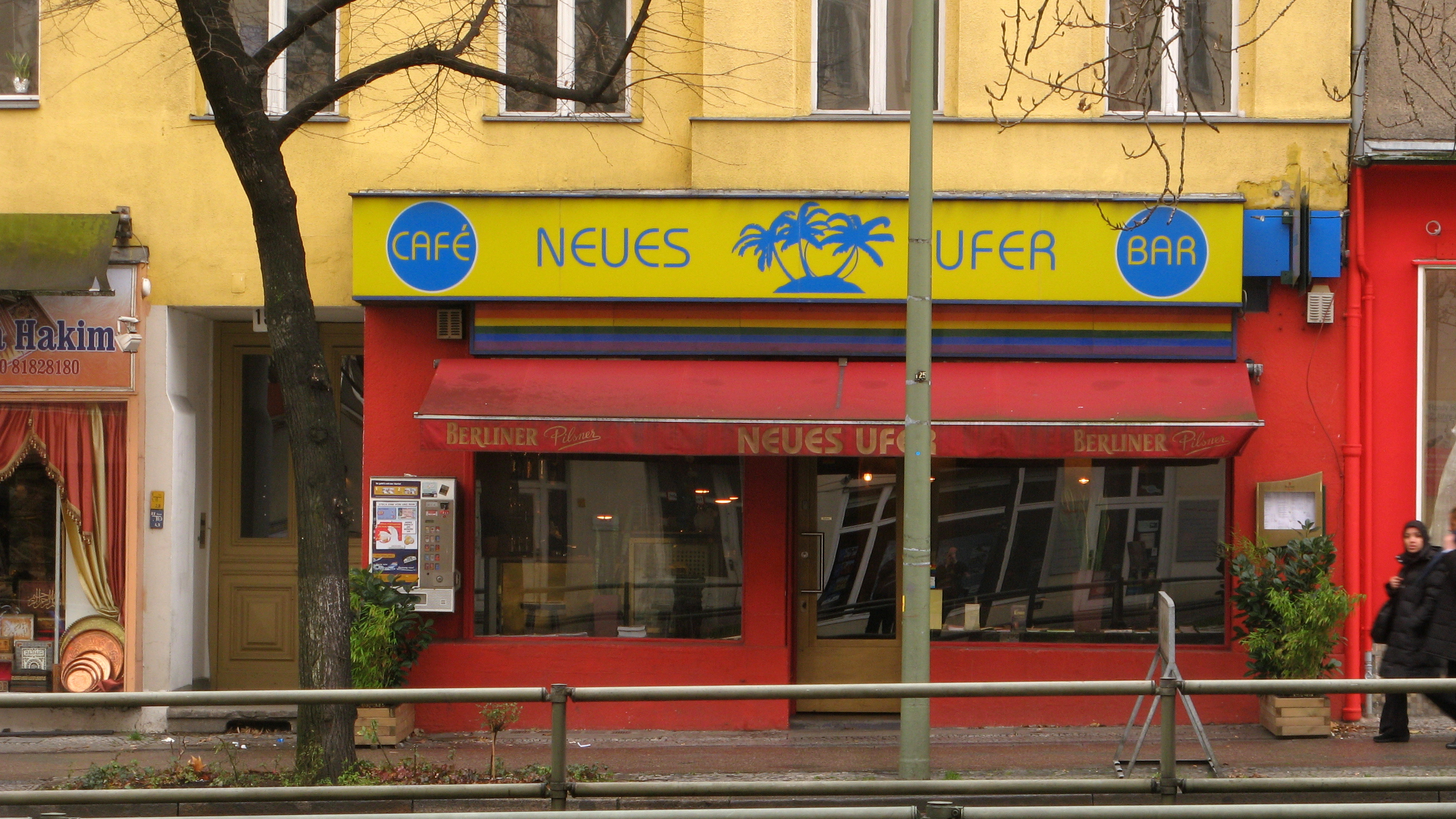
Neues Ufer, voorheen Anderes Ufer, een van de eerste homo/lesbo-cafés in Berlijn

De Hauptstraße is een straat in het Berlijnse district Tempelhof-Schöneberg. De straat is een belangrijke verkeersas van de stadsdelen Friedenau en Schöneberg. Ze is ongeveer 2,6 kilometer lang en is een in- en uitvalsweg van de binnenstad in zuidwestelijke richting. De straat loopt in het spoor van de Chaussee tussen Berlijn en Potsdam, die later geklasseerd werd als Reichsstraße 1 en nog later als Bundesstraße 1.
In het midden van de 19e eeuw was de Hauptstraße de belangrijkste straat van Schöneberg en heette de Friedenauer Straße. Het stuk tussen de Innsbrucker Platz en de Rheinstraße werd in 1907/1908 van naam veranderd in Hauptstraße.
De Hauptstraße loopt van de Breslauer Platz door Friedenau en bereikt aan de Innsbrucker Platz het stadsdeel Schöneberg, kruist de Dominicusstraße, loopt verder door het oorspronkelijke centrum van Schöneberg (vroeger onder meer met het Rathaus Schöneberg), en voert over de Kaiser-Wilhelm-Platz naar het Kleistpark. Tussen Dominicus- en Grunewaldstraße maakt ze deel uit van de Bundesstraße 1. De straat wordt volledig gevolgd door de metrobuslijnen M48 en M85. In de straat liggen het station Schöneberg en het station Innsbrucker Platz van de Berlijnse S-Bahn en het metrostation Kleistpark van de lijn U7 (op het einde).

## Bekende inwoners
- De latere bondspresident Theodor Heuss woonde van 1918 tot 1930 op de hoek van de Hauptstraße in het huis Fregestraße 80 ;
- Aan het huis Hauptstraße 97 is er een gedenkplaat voor August Bebel, de medestichter van de SPD. Hij woonde in de Hauptstraße 84.
- Muzikant David Bowie woonde in de jaren 1970 in de Hauptstraße 155 en werd hier voor zijn bekende werk Heroes geïnspireerd, met als thema een liefde in de schaduw van het conflict tussen Oost en West.
- In de naburige woning woonde Bowie's vriend Iggy Pop, eveneens een bekend muzikant. Later trok de schrijver Jeffrey Eugenides in hetzelfde huis. De Hauptstraße heeft duidelijk sporen gelaten in zijn roman Middlesex.

Altonaer Straße · 
Amalienstraße · 
Bergmannstraße · 
Berliner Allee ·
Bernauer Straße · 
Bismarckstraße · 
Bornholmer Straße · 
Boxhagener Straße ·
Breite Straße ·
Brüderstraße ·
Brunnenstraße ·
Bülowstraße ·
Bundesallee ·
Danziger Straße ·
Eberswalder Straße ·
Ebertstraße ·
Fasanenstraße ·
Frankfurter Allee ·
Friedrichstraße ·
Gertraudenstraße ·
Greifswalder Straße ·
Halskestraße ·
Hardenbergstraße ·
Hauptstraße ·
Heerstraße ·
Hornstraße ·
Invalidenstraße ·
Judengasse ·
Kaiserdamm ·
Karl-Liebknecht-Straße ·
Karl-Marx-Allee ·
Karl-Marx-Straße ·
Kastanienallee ·
Klosterstraße ·
Kopenhagener Straße ·
Kopernikusstraße ·
Kurfürstendamm ·
Landsberger Allee ·
Lehrter Straße ·
Leipziger Straße ·
Majakowskiring ·
Mehringdamm ·
Mollstraße ·
Motzstraße ·
Mühlendamm · 
Oderberger Straße ·
Oranienburger Straße ·
Oranienstraße ·
Ostseestraße ·
Otto-Braun-Straße ·
Otto-Suhr-Allee ·
Potsdamer Straße ·
Prenzlauer Allee ·
Rathausstraße ·
Rheinstraße ·
Rigaer Straße ·
Rosa-Luxemburg-Straße ·
Rosenthaler Straße ·
Rykestraße ·
Samariterstraße · 
Scheidemannstraße · 
Schwedter Straße ·
Schönhauser Allee ·
Simon-Dach-Straße ·
Spandauer Straße ·
Sredzkistraße ·
Stralauer Allee ·
Straße des 17. Juni ·
Tauentzienstraße ·
Torstraße ·
Unter den Linden ·
Warschauer Straße ·
Wiesbadener Straße ·
Wilhelmstraße (Berlin-Mitte) ·
Wilhelmstraße (Berlin-Spandau)